# Megaleuctra stigmata
Megaleuctra stigmata är en bäcksländeart som först beskrevs av Banks 1900.  Megaleuctra stigmata ingår i släktet Megaleuctra och familjen smalbäcksländor. Inga underarter finns listade i Catalogue of Life.